# روبن ووكر كارزويل
روبن ووكر كارزويل هو محامي وقاضي وسياسي أمريكي، ولد في 29 سبتمبر 1837 في لويزفيل في الولايات المتحدة، وتوفي بنفس المكان في 11 يناير 1889. انتخب عضو مجلس نواب جورجيا ‏.